# Acartauchenius mutabilis
Acartauchenius mutabilis är en spindelart som först beskrevs av Denis 1967.  Acartauchenius mutabilis ingår i släktet Acartauchenius och familjen täckvävarspindlar. Inga underarter finns listade i Catalogue of Life.